# Mabira
Mabira è una circoscrizione rurale (rural ward) della Tanzania situata nel distretto di Kyerwa, regione del Kagera. Conta una popolazione di 21 529 abitanti (censimento 2012).